# Grube (Wismar)
Die Grube ist ein regulierter Bach in Wismar in Mecklenburg-Vorpommern. In amtlichen Karten trägt er die Bezeichnung Mühlenbach. In der Innenstadt unterteilt sich die Grube, der Fließrichtung folgend, in die Abschnitte Mühlengrube, Frische Grube und Runde Grube. Die parallel zum Wasserlauf führenden Straßen sind nach den Abschnitten benannt.

## Verlauf

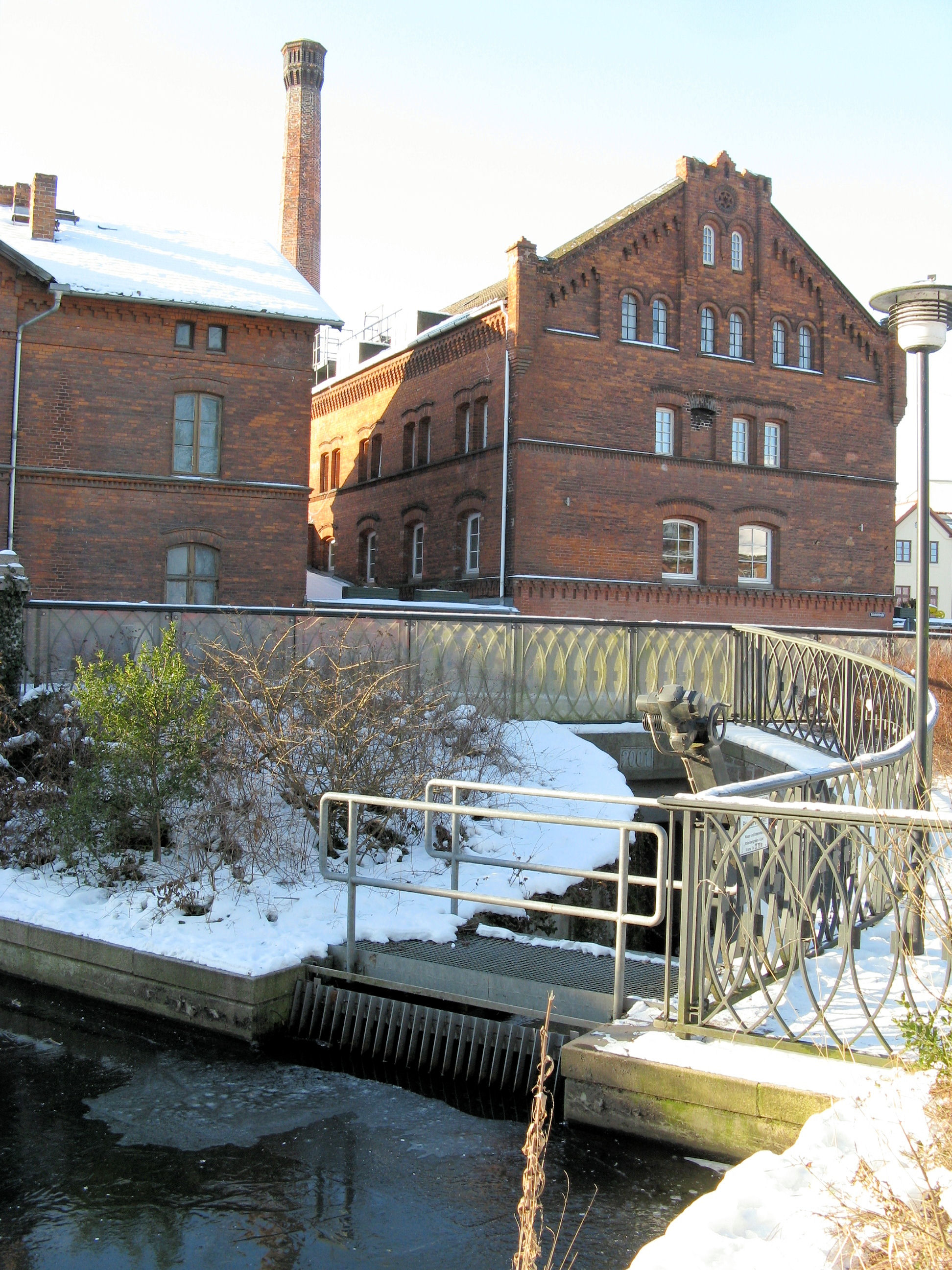
Stauwehr vor Eintritt in die Innenstadt

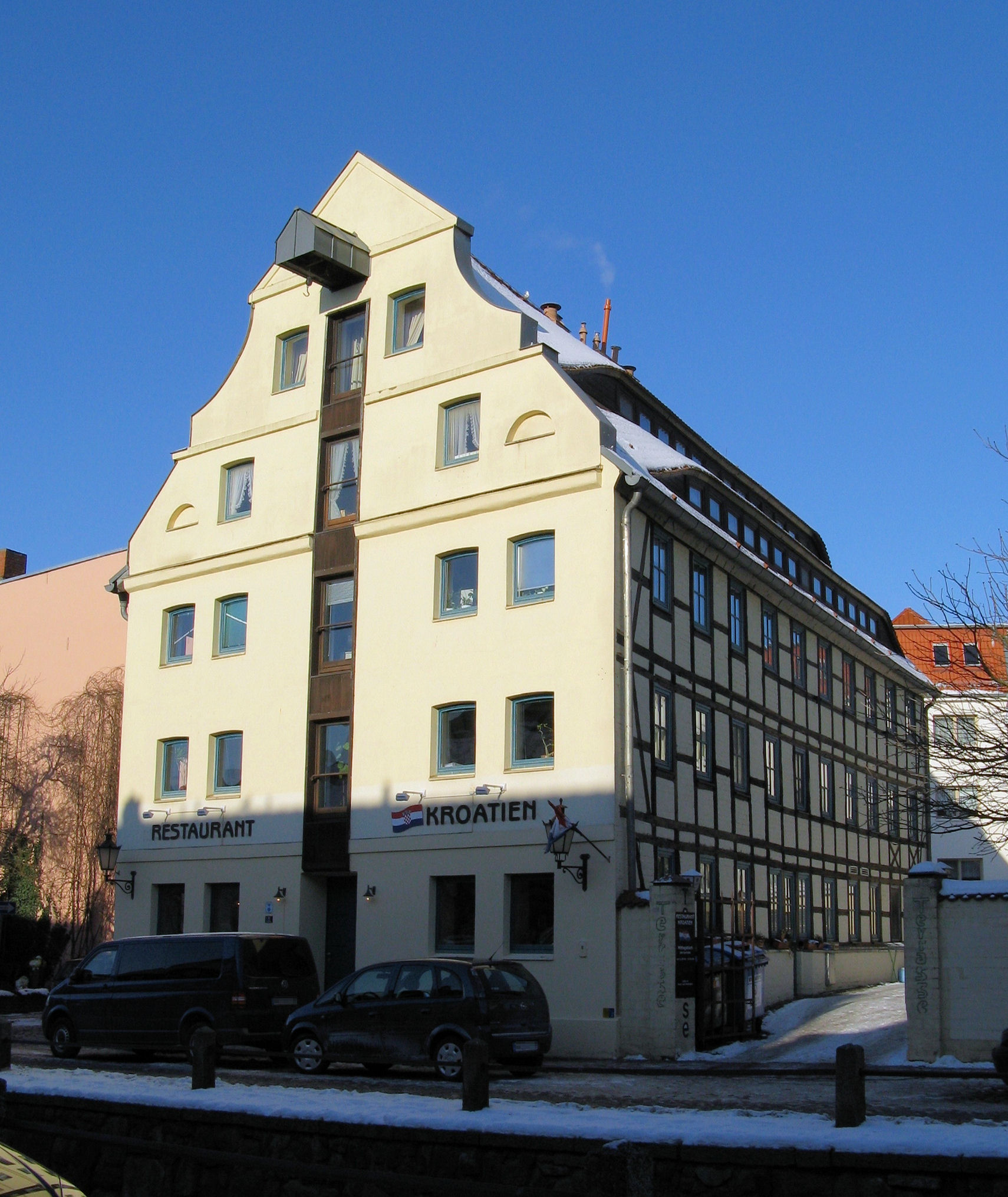
Ehemaliger Speicher an der Frischen Grube

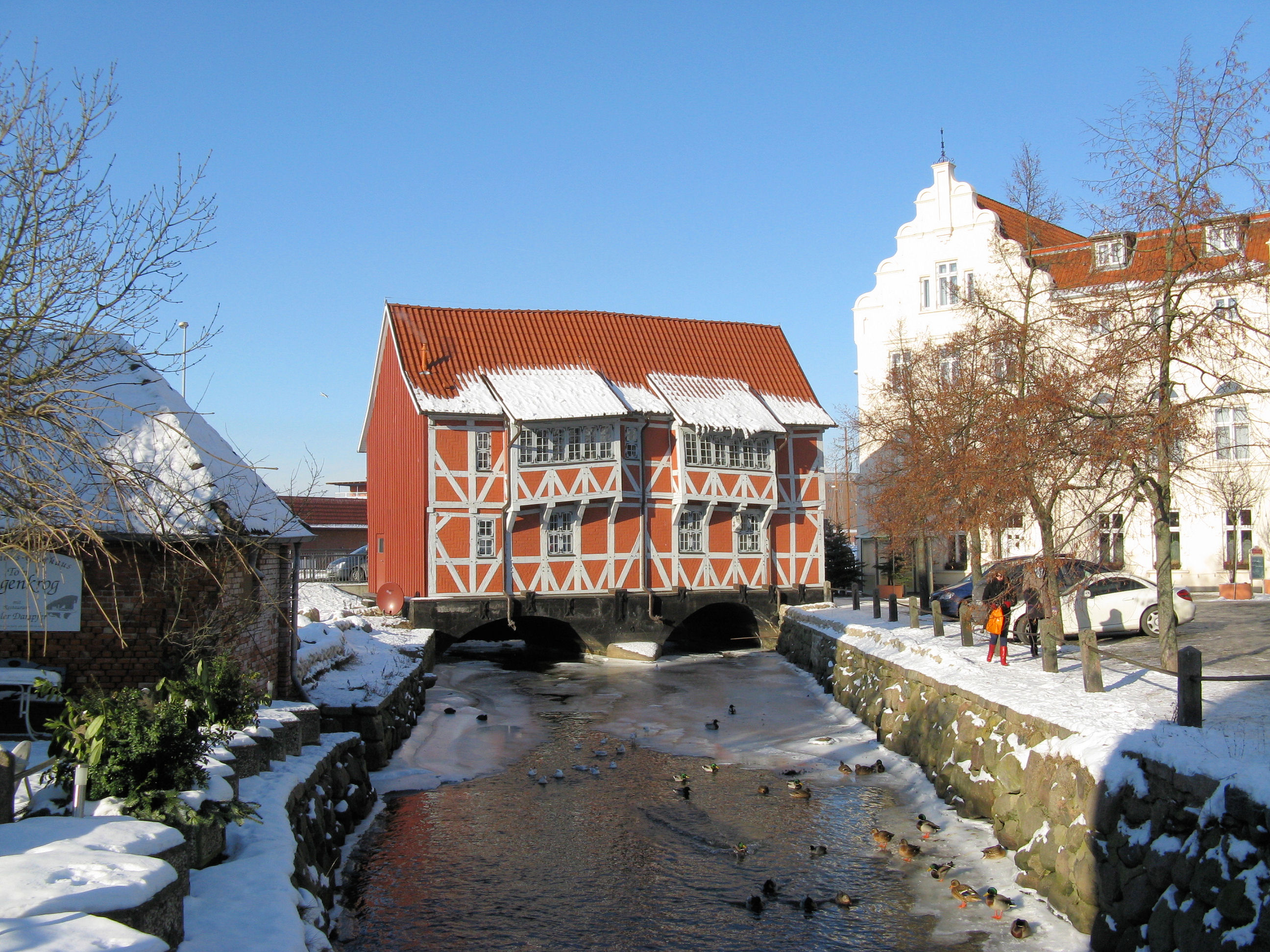
Das „Gewölbe“ über der Runden Grube

Der Mühlenbach ist ein Abfluss des Mühlenteichs. Dieser wird vom Wallensteingraben gespeist und von diesem von Süden nach Norden durchflossen. Der Mühlenbach verlässt den Teich am westlichen Ufer, unterquert die Bahnstrecke Wismar–Bad Kleinen und verläuft von dort in nördlicher Richtung. Südlich des Bahnhofs wird ein Park durchlaufen (Lindengarten). Ein Wehr staut den Mühlenbach hier auf. Nach Unterquerung der Bahnhofsstraße verläuft der Graben westlich und erreicht die ehemalige städtische Mühle, die heute den Namen Alte Stadtmühle trägt. Von hier an wird das Gewässer Mühlengrube genannt. Innerhalb der nördlichen Altstadt ist die Grube in Feldsteintrockenmauerwerk eingefasst. Zu beiden Seiten liegen kopfsteingepflasterte Einbahnstraßen. In Höhe des Schabbellhauses wechselt die Bezeichnung des Gewässers in Frische Grube. Ab dem Ziegenmarkt im Nordwesten der Altstadt bis zur Mündung in den Alten Hafen spricht man von der Runden Grube. Diese wird überbrückt durch ein Fachwerkhaus, das den Namen Gewölbe trägt.
Der Wasserlauf überwindet vom Mühlenteich bis zur Mündung vier Meter Höhenunterschied. Die Gesamtlänge beträgt etwa zwei Kilometer, eingebettet durch die Innenstadt verlaufen 670 Meter.

## Geschichte
Die Grube war ein in einer Senke fließender Bach vom Mühlenteich zum Hafen, der bereits im 13. Jahrhundert reguliert, zum Betrieb von Mühlen aufgestaut und schiffbar gemacht wurde. Lastkähne transportierten hier Waren wie Getreide, Salz und Heringe. Der Wasserlauf diente zudem dem Waschen von Wäsche und der Wasserversorgung. Hölzerne Röhren (Pipen) leiteten das Wasser zu Plätzen mit Schöpfstellen. Bei Stadtbränden wurde früher durch eiserne Tore, die vom städtischen Bauhof herangeschafft werden mussten, der Abfluss der Grube ins Hafenbecken am Gewölbe versperrt, so dass Wasser zum Löschen des Brandes aufgestaut werden konnte.
In Abgrenzung zu einem einst existierenden weiteren Wasserlauf in der Stadt, der Salze Grube, in der Meerwasser vom Hafen bis zum Hopfenmarkt geführt wurde, wurde die Grube in ihrer gesamten Länge als Frische Grube bezeichnet.

## Bauwerke (Auswahl)
Die Straßen an der Grube sind vorwiegend mit schlichten zwei- bis dreigeschossigen Wohnhäusern aus dem späten 19. Jahrhundert bebaut. Besondere Bauten sind:
- Am östlichen Eintritt des Bachs in die Innenstadt befand sich bereits 1229 eine Wassermühle.[4] Die heute erhaltene Alte Stadtmühle wurde 1855/1856 als Dampfmühle errichtet und später erweitert. Sie ist ein historisierender Backsteinbau.
- Dem Flusslauf folgend, befindet sich rechtsseitig die spätgotische Nikolaikirche  von 1381 bis 1487.
- Auf der linken Seite ist das von 1569 bis 1571 nach Plänen von Philipp Brandin für den damaligen Bürgermeister Heinrich Schabbel aus einem Brauhaus erbaute Schabbelhaus zu sehen, in dem heute das Stadtgeschichtliche Museum seinen Sitz hat. Brandin wohnte und hatte seine Werkstatt in der Frischen Grube 15/15A.
- In Hafennähe gibt es mehrere ehemalige Speichergebäude.
- Die Runde Grube wird überbrückt von einem zweigeschossigen Fachwerkbau auf zwei tonnengewölbten Brückenjochen aus der Mitte des 17. Jahrhunderts. Das Gebäude wird als das Gewölbe bezeichnet.[2]
- Denkmalgeschützt sind (s. Liste der Baudenkmale in Wismar):
  - Frische Grube 1: 2-gesch. Wohnhaus
  - Frische Grube 13: 4-gesch. verklinkerte Feuerwache
  - Frische Grube 31: 3-gesch. barocker Speicher mit seitlichen Fachwerkfassaden und äußeren Hausaufzug (s. o.)
  - Mühlengrube 27: 3-gesch. verklinkerte Alte Stadtmühle (s. o.)
  - Mühlenstraße 32: 3-gesch. Büro- und Wohnhaus mit Mezzanin
  - Mühlenstraße 29 bis 57: 2-gesch. Siedlungswohnhäuser
  - Runde Grube 2: 2-gesch. Wohn- und Geschäftshaus
  - Runde Grube 4: 2-gesch. Wohnhaus (sogenanntes Gewölbe, s. o.)

An Brücken sind sehenswert die gemauerten Bogenbrücken:
- Schweinsbrücke, ursprünglich aus der Mitte des 19. Jahrhunderts, nach 1994 neu errichtet mit vier Geländerpfosten durch kleine, metallene Schweineskulpturen verziert.
- Brücke zwischen Bohrstraße und  Scheuerstraße von 1875.[2]